# Галлингер, Юрий Иосифович
Юрий Иосифович Галлингер (3 сентября 1939, Караганда — 6 октября 2023) — доктор медицинских наук (1981), профессор (1987), лауреат Государственной премии Российской Федерации (1990), заслуженный деятель науки Российской Федерации.

## Биография
Родился 3 сентября 1939 года в Караганде в семье учителей.
В 1956 году поступил в Карагандинский медицинский институт, окончил Кишинёвский медицинский институт в 1962 году по специальности эндоскопическая хирургия.
Профессиональную деятельность начал в поликлинике города Москвы. В 1967 году перешёл на работу во 2-й Московский медицинский университет. С 1986 года руководитель отделения эндоскопической хирургии Научного центра хирургии Российской академии медицинских наук.
Главный научный сотрудник РНЦХ им. акад. Б. В. Петровского РАМН.
В январе 1991 года выполнил первую в СССР лапароскопическую холецистэктомию.
Вице-президент Российской гастроэнтерологической ассоциации.
Скончался 6 октября 2023 года.